# Септем
Сетем (фр. Septème) — коммуна во Франции, находится в регионе Рона — Альпы. Департамент коммуны — Изер. Входит в состав кантона Вьен-1. Округ коммуны — Вьенн.
Код INSEE коммуны — 38480. Население коммуны на 2012 год составляло 1844 человека. Населённый пункт находится на высоте от 188  до 386  метров над уровнем моря. Муниципалитет расположен на расстоянии около 420 км юго-восточнее Парижа, 27 км юго-восточнее Лиона, 70 км северо-западнее Гренобля. Мэр коммуны — M.  Alain Clerc, мандат действует на протяжении 2014—2020 гг.
Динамика населения (INSEE):